# SN 1572
SN 1572 — сверхновая звезда в нашей Галактике, вспыхнувшая осенью 1572 года в созвездии Кассиопеи, приблизительно в 2300 парсеках (7500 световых лет) от Солнечной системы. Максимальная видимая звёздная величина достигла −4m. Часто называется «сверхновой Тихо Браге».

## Исторические наблюдения

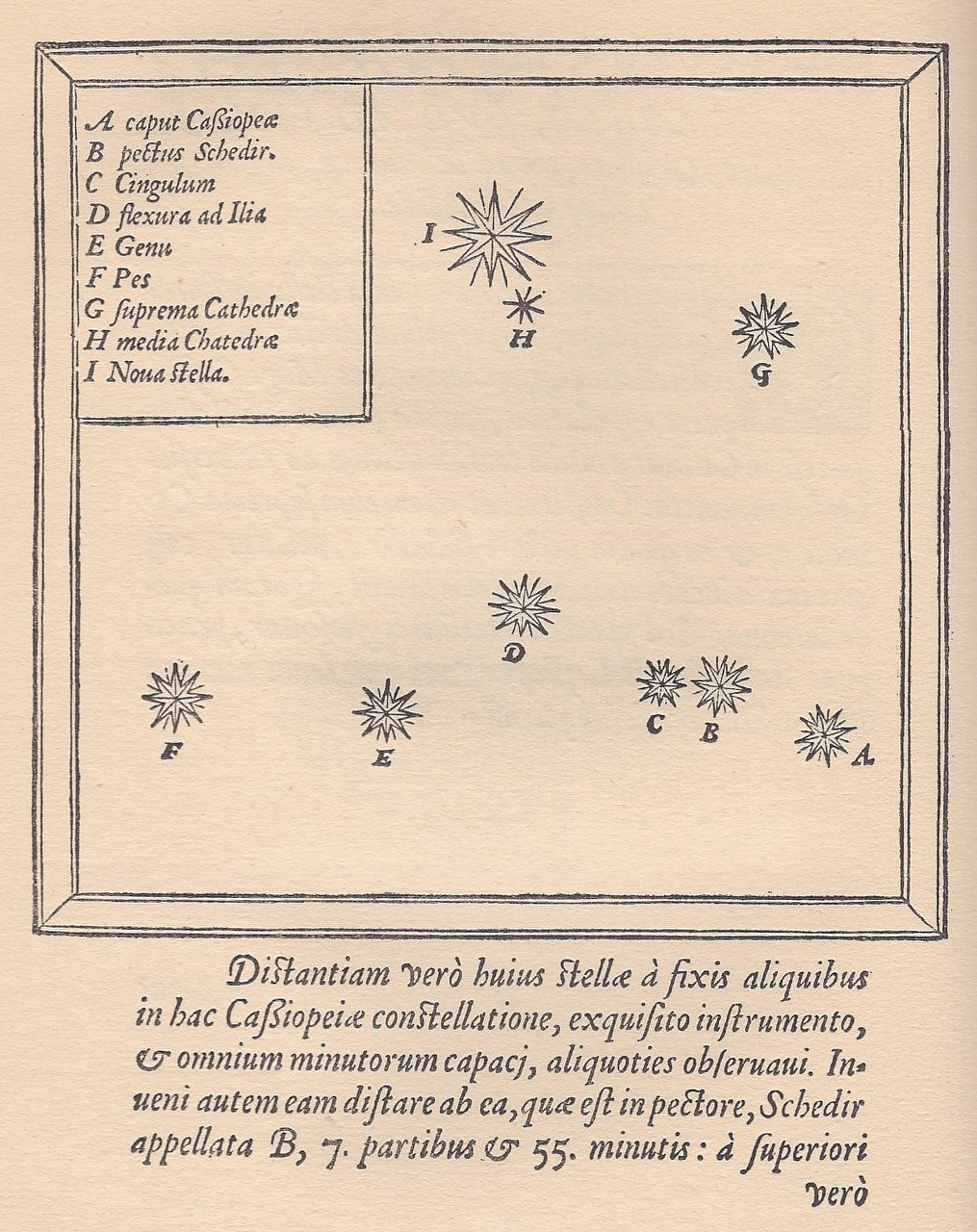
Рисунок Тихо Браге. Буквой I обозначена сверхновая, звезды F, E, D, B, G составляют фигуру W Кассиопеи.

6 ноября 1572 появление на небе «звезды-гостьи» было замечено в Корее, а два дня спустя — в Китае. Первым обнаружившим звезду в Европе был, вероятно, аббат из Мессины Мавролик (лат. Maurolycus).
Значительный вклад в изучение сверхновой внёс Тихо Браге, обнаруживший сверхновую 11 ноября 1572 года.

Однажды вечером, когда я, по обыкновению, осматривал небосвод, вид которого мне так хорошо знаком, я, к неописуемому моему удивлению, увидел близ зенита в Кассиопее яркую звезду необыкновенной величины. Поражённый открытием, я не знал, верить ли собственным глазам.
…Новая звезда не имела хвоста, её не окружала никакая туманность, она во всех отношениях походила на другие звёзды первой величины… По блеску её можно было сравнить только с Венерой, когда эта последняя находится в ближайшем расстоянии от Земли. Люди, одарённые хорошим зрением, могли различить эту звезду при ясном небе днём, даже в полдень. Ночью при облачном небе, когда другие звёзды скрывались, новая звезда оставалась видимой сквозь довольно густые облака.

Тихо Браге наблюдал сверхновую до её исчезновения с неба. Определив параллакс, он сделал вывод, что «новая звезда» находится намного дальше Луны. Многократные измерения угловых расстояний от сверхновой до соседних звёзд показали, что звезда не движется. Тихо единственным из наблюдателей регулярно оценивал блеск сверхновой, сначала сравнивая её с Юпитером, а потом, когда сверхновая потускнела, с соседними звёздами.
Результаты европейских наблюдений звезды были опубликованы Тихо Браге в книге «Astronomiae instaurate progymnasmata» («Очерки о новой астрономии») в 1602 году.
Аналогичные наблюдения и выводы были сделаны английским учёным Томасом Диггсом (совместно с Джоном Ди) и позволили предположить, что звёзды не образуют окружающую сферу, а располагаются по всей Вселенной.

## Остаток сверхновой

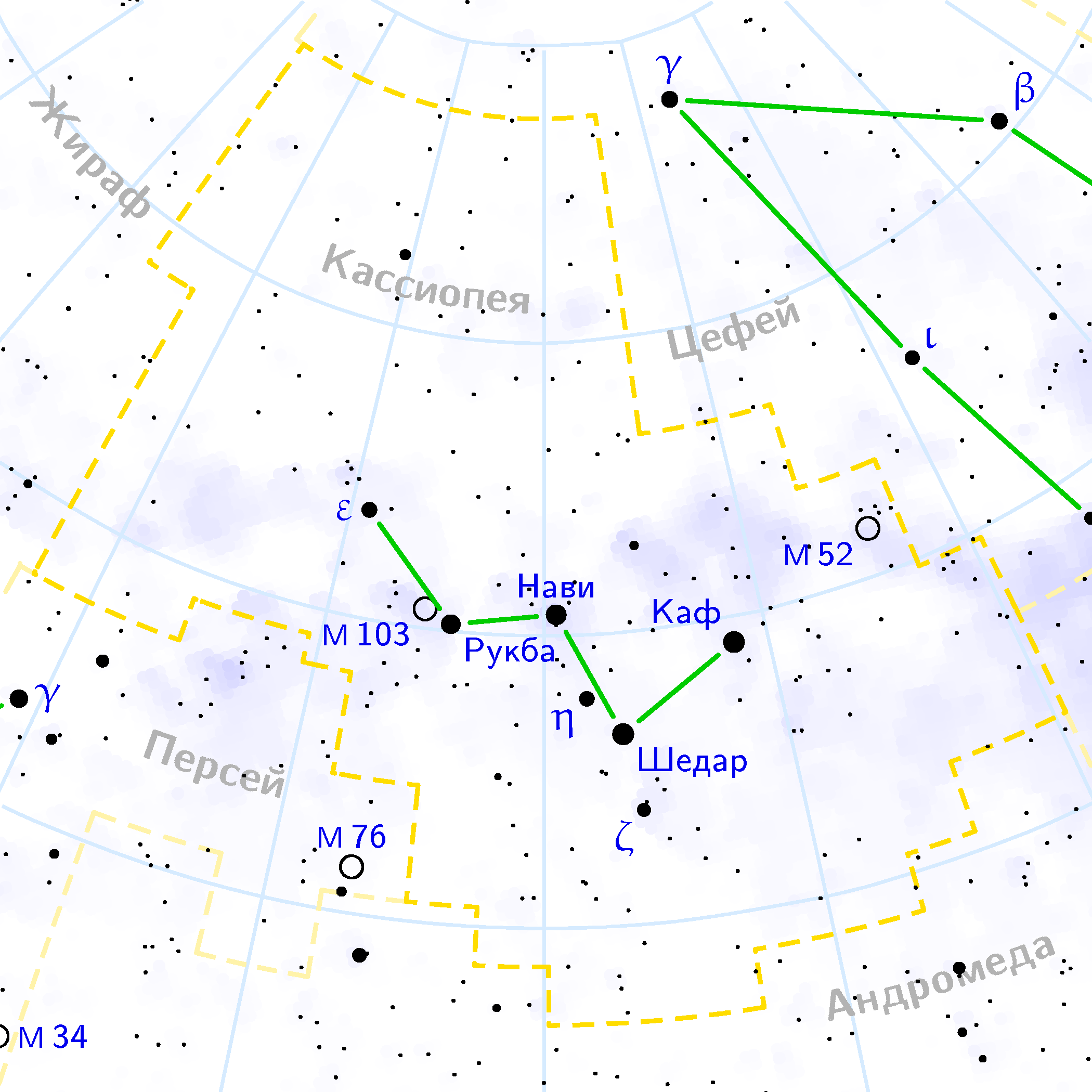
Положение SN 1572 на карте созвездия

В 1952 году на месте вспышки был найден источник радиоизлучения.
В 1960 году остаток сверхновой был найден в оптическом диапазоне.
Считается, что сверхновая принадлежит к типу Ia, при котором взрывается белый карлик, масса которого превышает предел Чандрасекара. Подобное может произойти в тесной двойной системе за счёт аккреции вещества звезды-компаньона на белый карлик, либо из-за слияния двух белых карликов. В 2004 году второй компонент системы был найден, им оказалась звезда спектрального класса G0 или G2, движущаяся со скоростью более чем в три раза превышающую среднюю в окрестностях остатка сверхновой.